# Pauri
Pauri és una ciutat i municipalitat de l'Índia, a l'estat d'Uttarakhand, districte de Pauri Garhwal, del qual és la capital. Al cens del 2001 la seva població era de 24.742 habitants.
Fou antigament capital del districte de Garhwal abans de la divisió d'aquest en districtes menors.